# Area naturale protetta di interesse locale Monte Castellare
Il Monte Castellare è un'area naturale protetta di interesse locale italiana istituita nel 1997, situata nei pressi di San Giuliano Terme, in provincia di Pisa. Il Monte Castellare è un piccolo rilievo montuoso di 253 m sito nella parte sud occidentale della formazione montuosa del Monte Pisano.

## Territorio
L'area della ANPIL è sostanzialmente la vetta e le pendici meridionali del Monte Castellare, posto a metà strada tra le province di Pisa e Lucca.
La composizione del terreno è prevalentemente calcareo e roccioso. Questo ha incentivato la proliferazione di numerose cave sparse per le pendici del monte, adibite all'estrazione di materiale calcareo e marmo bianco, estratto già in epoca etrusco-romana.

## Flora
La vegetazione presente è caratterizzata da un ambiente di gariga costituito da bassi arbusti sempreverde, insieme a varie specie di piante erbacee. La formazione di questo ambiente è stato condizionato dai ripetuti incendi (che hanno distrutto l'originaria vegetazione sclerofile), dal pascolo eccessivo e da un clima, nei periodi estivi, particolarmente arido.
Nell'area sono presenti numerose entità floristiche e micologiche. Sono presenti l'elicriso, il timo, la santoreggia, la ruta e l'euphorbia spinosa, molto diffusa nell'area. Inoltre, le orchidee trovano in questo territorio l'habitat ottimale, sono infatti presenti con oltre 35 specie.

## Punti di interesse

### Scavi archeologici
Sulla sommità del Monte Castellare, esattamente a 253 m s.l.m., sono state rinvenute delle rovine di antichi insediamenti umani, dalla fine dell'età del Bronzo Finale fino all'alto medioevo. La scelta di luogo è da ricercare nella posizione strategica che la cima occupa nel territorio circostante. Dalla sommità del monte è infatti possibile ottenere una panoramica dell'intero litorale pisano dal versante sud occidentale e della piana di Lucca sul versante settentrionale, tramite la valle di Santa Maria del Giudice.
Gli scavi sono iniziati dal 1988 grazie a Adriano Maggiani, professore di Antichità Italiche dell'Università di Venezia, con la collaborazione del Gruppo Archeologico Pisano. Gli scavi, ripresi nel 1999, sono attualmente in stallo nonostante ci sia spazio per ulteriori studi nell'area.

#### Epoca etrusca
Probabilmente all'inizio del VI secolo a.C., sul monte fu eretto un importante edificio diviso in celle e ricoperto da tegole, di cui una parte della pianta è visibile sul versante di Asciano. La funzione di questo importante edificio è da ricercarsi nel preciso orientamento cardinale e nella posizione parzialmente fuori da basamento roccioso, questo forse per esigenze di dimensioni, struttura e orientamento particolari che fanno pensare ad un uso sacro, una sorta di tempio "culturale". Questa struttura pare sia stata in parte distrutta durante la fine del IV secolo a.C.

#### Epoca alto-medioevale
Passati circa 1200 anni senza particolari presenze di insediamenti, attorno alla seconda metà del IX secolo d.C., vi furono edificate alcune unità abitative, circondate da un muro di cinta largo poco più di un metro e costruito con pietre calcaree legate insieme da malta. Le unità abitative erano costituite da muri costruiti a secco con una probabile struttura lignea. la coperture di tali abitazione era costituito da lastre di arenaria, estratte da una piccola cava sul versante di Asciano.
Un particolare della campagna di scavi del 1992 è stato il ritrovamento della sepoltura di un bambino di età tra i quattro e i sei mesi. Questo caso di inumazione all'interno di un'abitazione in epoca cristiana è molto raro. In particolare si presume che i neonati subissero un rituale funebre particolare, in modo da compensare la perdita del neonato seppellendolo all'interno dell'abitazione, così da renderlo in ogni modo partecipe della famiglia.
Come testimonianza di questa consuetudine, vi è una lettera di un parroco francese degli inizi dell'Ottocento, nella quale egli disapprova l'abitudine della gente comune di seppellire i bambini nei cortili o nelle case di abitazione.
La precisa datazione è stata possibile grazie al rinvenimento di alcune monete d'argento lucchesi coniate durante i regni degli imperatori Enrico II (1003-1025) e Corrado II (1025-1036).
I ritrovamenti del piano medioevale fanno scartare l'ipotesi di una funzione militare che questo insediamento poteva avere, avvalora invece l'ipotesi di una piccola comunità autosufficiente (sono stati infatti ritrovati dei resti di una macina per il grano).

### Grotta Buca delle Fate

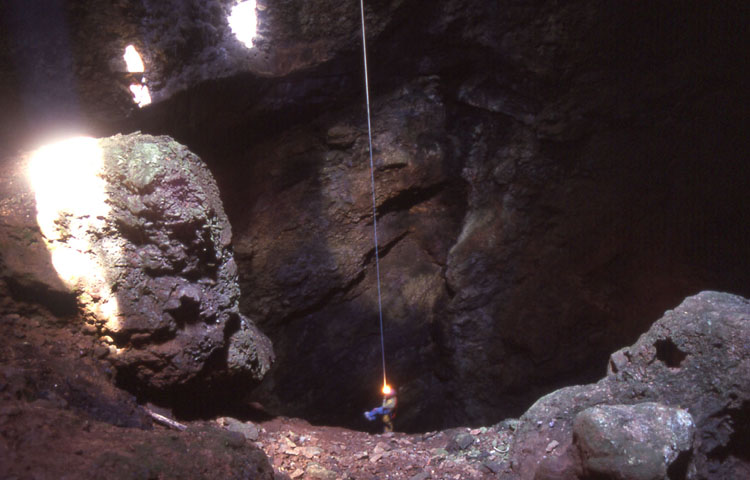
Interno del primo tratto della grotta Buche delle Fate durante un'esplorazione speleologica

La grotta Buca delle Fate (anche conosciuta dai residenti del luogo Buche Tane) è il sistema ipogeo di origine carsica più grande dei Monti Pisani, raggiungendo 185 metri di profondità e ben 500 metri di sviluppo. Conosciuta fin dagli anni cinquanta del XVIII secolo, questa grotta è stata esplorata da avventurieri e naturalisti tra cui Giovanni Bianchi che la descrisse così: «il qual monte al di dentro è tutto scavato per una grande caverna, che in esso si ritrova, la quale ha sette od otto aperture in varie parti del monte, le quali aperture sono chiamate volgarmente Buche delle Fate». Tuttavia le prime importanti esplorazioni da parte di gruppi speleologici locali avvennero solo nel XX secolo, rilevando la presenza, nel fondo, di una parete ricca di concrezioni.
Le cinque entrate si trovano sul versante sud occidentale del Monte Castellare e vi si può facilmente accedere dalla vecchia strada che porta alla Villa Belvedere.
L'origine del nome è da ricercarsi dalle tradizioni popolari che hanno avvolto questa grotta, ed in particolare le sue entrate, in un alone di mistero. Sono infatti numerose le storie di persone cadute al suo interno e mai più recuperate, il che ha fatto credere che si trattassero di buche "senza fine". Inoltre la fuoriuscita di vapore acqueo durante l'inverno, insieme alla vicinanza delle sorgenti termali, ha sempre fatto pensare erroneamente alla popolazione che si trattassero buche di origine vulcanica.

### Villa Belvedere

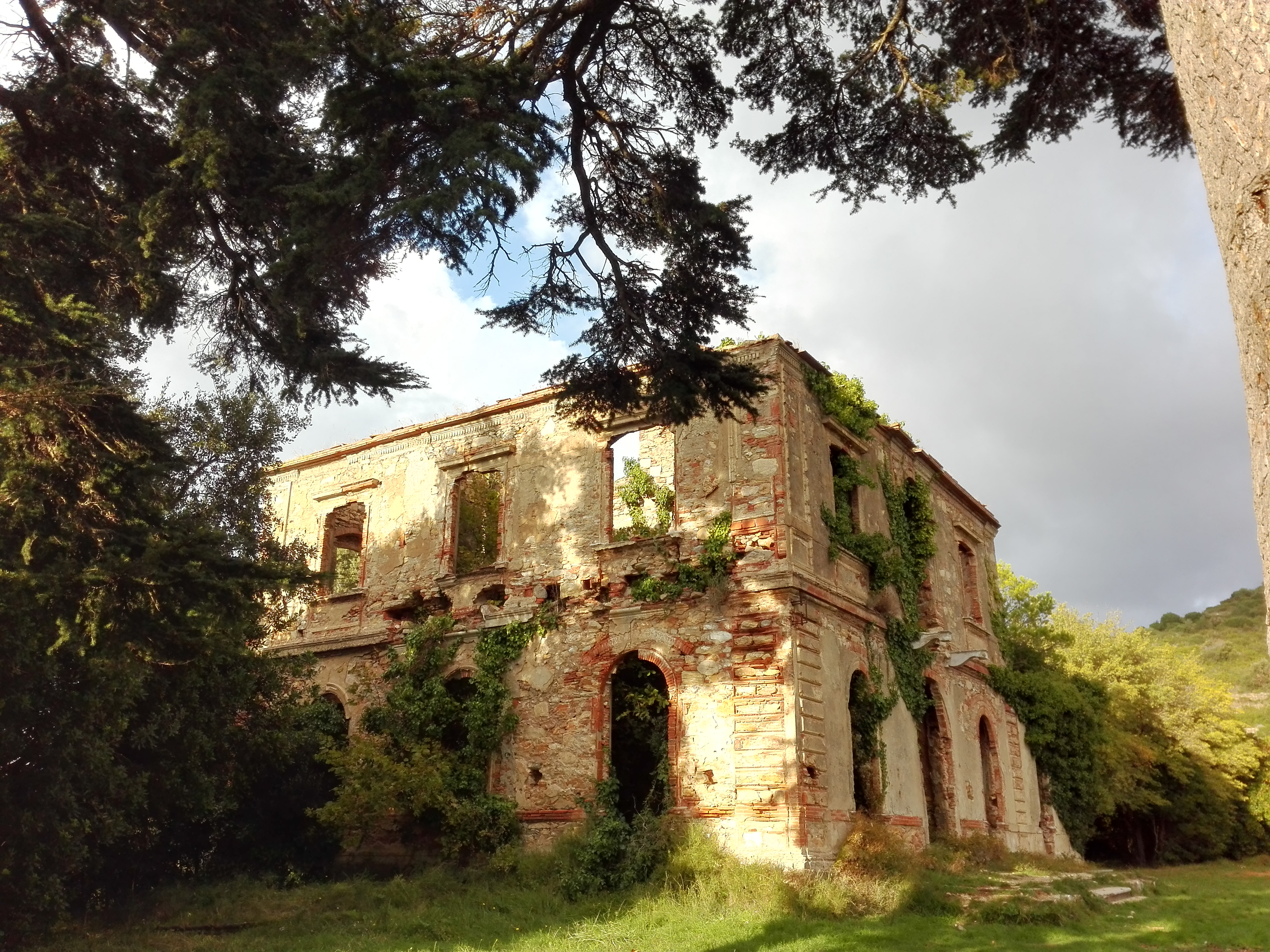
I ruderi della Villa Belvedere

La Villa Belvedere è un edificio della fine dell'XIX secolo attualmente in rovina che sovrasta lo sperone sud del Monte Castellare, nella quale visse Sigismondo De Bosniaski insieme alla sua consorte. Dalla villa si può godere di un suggestivo panorama sulla città di Pisa e sul mare. Per accedere alla villa è presente una strada sterrata molto agevole che parte da Asciano.
La villa è immersa in un giardino di cui ancora oggi si notano le specie floreali inusuali e gli alberi da frutto che ancora crescono nel territorio circostante alla villa.

### Giardino dei Profumi
Il Giardino dei Profumi è un piccolo orto botanico situato lungo la strada che porta alla villa Belvedere presso Asciano in località "la Valle". Nell'orto botanico sono presenti molte specie floreali caratteristiche della gariga corredate di cartelli informativi scritti anche in braille.

## Strutture ricettive
Sede: Comune di San Giuliano Terme - Ufficio Ambiente - Via Niccolini 25 - 56017 San Giuliano Terme - Tel. 050819231/233/305/306